# 粟野咲莉
粟野 咲莉（あわの さり、2010年〈平成22年〉6月24日 - ）は、日本の子役。
東京都出身。ジョビィキッズ所属。

## 来歴
2013年ころより子役として活動を開始。2016年（平成28年）度後期に放送されたNHK連続テレビ小説『べっぴんさん』でヒロイン・すみれの娘・さくらの幼少期を演じた。
2019年（平成31年/令和元年）度前期に放送のNHK連続テレビ小説『なつぞら』では、約250人が集まったオーディションを経てヒロイン・奥原なつの幼少期を演じ、涙を誘う健気な演技が反響を呼んだ。終盤にはなつの妹の娘・千夏役で再出演した。

## 人物
趣味はダンス。好きなアーティストはTWICE。
好きな教科は図工。
血液型はO型。
憧れの女優は連続テレビ小説『なつぞら』のヒロイン・広瀬すず 、『男の操』で共演した川栄李奈。
連続テレビ小説『なつぞら』制作統括の磯智明は、オーディションにおける粟野の演技の表現力などが「最初の頃から非常に印象的だった」としている。『なつぞら』第4話の「なつが泰樹に連れられてアイスクリームを味わうシーン」の撮影時、監督からOKが出た後も粟野が自分の演技に納得できず、監督に「もう一回やらせてほしい」と自ら申し出て、撮り直した。磯はこのエピソードについて「結果として素晴らしいシーンになった」と話し、泰樹役を演じた草刈正雄も「すごいプロ根性」と絶賛。NHK会長の上田良一も定例会見にて粟野の演技を「本当に名演」と絶賛した。
高祖父の佐藤義助は北海道の旧豊頃村で村長を務めた。

## 出演

### テレビドラマ
- 氷の轍（2016年11月5日、ABC・テレビ朝日） - 行方小百合（米澤小百合の幼少期） 役[2]
- 連続テレビ小説（NHK）
  - べっぴんさん（2016年10月3日 - 2017年4月1日） - 坂東さくら（4歳期） 役[2][3]
  - なつぞら（2019年4月1日 - 12日・9月14日 - 28日） - 奥原なつ（幼少期）／杉山千夏 役[2][3][6]
- 破獄（2017年4月12日、テレビ東京） - 佐久間トミ 役[3]
- 植木等とのぼせもん（2017年9月2日 - 10月21日、NHK） - 渡部めぐみ 役[2][3]
- 男の操（2017年11月12日 - 12月24日、NHK BSプレミアム） - 五木あわれ 役[11][3]
- 創作テレビドラマ大賞「デッドフレイ〜青い殺意〜」（2018年3月23日、NHK総合） - 石井葵 役
- 世にも奇妙な物語 '19 雨の特別編「人間の種」（2019年6月8日、フジテレビ） - 春田希（6歳） 役[12]
- 監察医 朝顔 第1話（2019年7月8日、フジテレビ） - 桜井早紀 役[13]
- ほんとにあった怖い話 20周年スペシャル「赤い執着」（2019年10月12日、フジテレビ） - 宮岡彩花 役
- 同期のサクラ 第6話 - 第7話（2019年11月13日 - 11月20日、日本テレビ） - 火野つくし 役
- パパがも一度恋をした 第4話（2020年2月22日、東海テレビ） - 片瀬りの 役
- 書けないッ!?〜脚本家 吉丸圭佑の筋書きのない生活〜 第7話、最終話（2021年3月6日・3月13日、テレビ朝日） - 牧村千春 役
- 二月の勝者-絶対合格の教室-（2021年10月16日 - 12月18日、日本テレビ） - 大内礼央 役[14]
- 准教授・高槻彰良の推察 Season2 第1話・第2話（2021年10月10・17日、WOWOW） - 刈谷愛菜 役[15]
- シッコウ!!〜犬と私と執行官〜 第8話（2023年9月5日、テレビ朝日） - マドカ 役

### テレビ バラエティ番組
- 教えてもらう前と後（2019年6月18日、MBS/TBS系列）
- お正月だよ!笑点大喜利まつり 〜木久扇 笑点50年記念3時間SP〜（2020年1月1日、日本テレビ）
- ドラえもん50周年「夢いっぱいの“ひみつ道具”がここまで実現！」 - （2020年1月2日、NHK）
- 踊る!さんま御殿!!（2020年4月21日、日本テレビ）
- 逃走中（2020年8月30日、フジテレビ）
- ベストアーティスト（2021年11月17日、日本テレビ） - NEWSの『未来へ』合唱（『二月の勝者-絶対合格の教室-』主要生徒キャストと共に）[16]

### 映画
- DESTINY 鎌倉ものがたり（2017年） - 本田浩子 役[2][3]
- 星の子　(2020年10月9日) - 林ちひろ（幼少期) 役
- かぞく（2023年11月3日）- チャコ 役[17]

### 劇場アニメ
- 岬のマヨイガ（2021年） - ひより 役[18]

### 配信ドラマ
- 二月の勝者〜胸騒ぎの自習室〜（2021年11月20日配信、Hulu） - 大内礼央 役[19]

### CM
- 第一三共ヘルスケア　マキロンパッチエース 大人の女はかかずにパッチ（2017年）
- ANA　夏の旅割 「旅の始まり」篇（2017年）
- 森永乳業
  - ミルク生活 「発見!大人のための粉ミルク」篇（2019年9月6日 - ）[20]
  - MOW[注 2]
    - 「アイス屋MOW」篇（2019年3月28日 - ）[21]
    - 「アイス屋MOW　素材本来の、自然なおいしさ。」篇 (2020年6月30日 -) [22]
- ソフトバンク ギガ国物語『ギガ国篇』（2019年6月1日 - ） - ギガ姫 役[23]
- ヤマキ 「割烹白だし レパートリー広がる篇/野菜をおいしく」篇（2020年4月18日 ‐）
- P＆G レノアリセット「レノアリセットの愛 昭和篇」（2022年）